# Christopher Carlson
Christopher Carlson (14 de março de 1997) é um remador estadunidense.

## Carreira
Carlson fez sua estreia internacional pelos Estados Unidos no Campeonato Mundial de Remo de 2022 e terminou em quarto lugar no oito com masculino. Ele novamente representou os Estados Unidos no Campeonato Mundial de Remo de 2023 e terminou em sexto lugar na mesma prova.
Nos Jogos Olímpicos de Verão de 2024, em Paris, conquistou a medalha de bronze na competição do oito com masculino ao lado de Henry Hollingsworth, Nicholas Rusher, Christian Tabash, Clark Dean, Peter Chatain, Evan Olson, Pieter Quinton e Rielly Milne, com um tempo de 5:25.28.